# 栗栖浩二郎

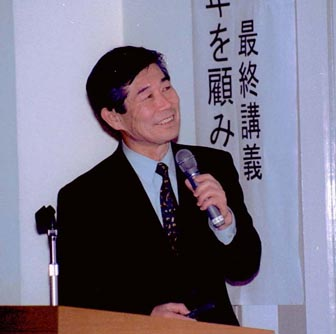
栗栖浩二郎

栗栖 浩二郎（くりす こうじろう、1937年5月5日 - 2023年9月23日）、広島県可部町出身の解剖学者、発生学者。九州大学歯学部教授と大阪大学歯学部教授を歴任。

## 人物
学位取得で行ったテーマは形質人類学であったが、インドネシアのサラワクではフィールドワークを行い、かつ当時では珍しかった多変量解析によって結果分析をした。計算には東京大学にしかなかった大型計算機を用い、自分で書いたプログラムをパンチカードに打ち込んで郵送し、結果を送り返してもらうというやりとりをしながら進めたという。
こうした一連の研究が認められて、1972年、米国NIHに留学する機会を得たが、帰国後は、歯の発生を追究するために、電子顕微鏡観察、免疫学、発生学、組織培養などの手法を取り入れた研究を行った。九州大学時代(1971年～1991年)は久木田敏夫、稲井哲一郎、原田英光らを育て、大阪大学時代（1991年～2001年）は脇坂聡、岩本容泰、田畑純、松村達志らを育てた。
歯学部の基礎教室は歯に関するテーマをやるべきだという信念のもと、さまざまな技法をとりいれ、人材を集めて、研究を行った。特に大阪大学時代は歯胚発生の研究を精力的に行い、器官培養とアンチセンス法を組み合わせて、HGF、PTHrP、BMP4、Lhx8 などの機能研究で業績をあげた。

## 経歴
- 広島市の私立修道中学、修道高校を経て、大阪大学歯学部に進む
- 1963年3月 - 大阪大学歯学部卒業（10回生）
- 1963年4月 - 大阪大学大学院医学研究科入学（解剖学第二講座：小濱基次教授）
- 1967年3月 - 「北海道有珠遺跡出土人骨の人類学的研究」[11]で医学博士の学位を取得
- 1967年4月 - 大阪大学医学部助手（解剖学第二講座）
- 1968年12月 - 大阪大学歯学部助手（口腔解剖学第二講座）
- 1971年2月 - 九州大学歯学部助教授（口腔解剖学第二講座：赤井三千夫教授）
- 1972年11月～1974年2月 - 米国NIH客員研究員
- 1977年4月 - 九州大学歯学部教授（口腔解剖学第二講座）
- 1991年11月 - 大阪大学歯学部教授（口腔解剖学第一講座）
- 1993年5月～1995年4月 - 大阪大学評議員
- 1998年3月～2000年3月 - 大阪大学歯学部附属歯科技工士学校校長（兼任）
- 2000年4月 - 大学院部局化による配置換えで大阪大学大学院医歯学総合研究科教授（口腔分化発育情報学講座）
- 2001年3月 - 大阪大学歯学部 定年退職
- 2001年4月 - 大阪行岡医療大学理学療法学科教授
- 2018年3月 - 大阪行岡医療大学 退職
- 2020年5月 - 瑞宝中綬章を褒賞される[12]

## 主な研究業績
＜大阪大学医学部＞
- インドネシア・サラワクにおける形質人類学
- 有珠遺跡出土人骨の形質人類学

＜九州大学歯学部＞
- 口蓋裂発生機序の解析
- 歯の発生に関する免疫組織化学的研究
- エナメル芽細胞の初代培養系の確立

＜大阪大学歯学部＞
- 歯胚に発現する遺伝子の機能解析

## 著書
- 分担執筆『歯科医学大事典』医歯薬出版 1987
- 分担執筆『口腔の発生と組織』南山堂 1989
- 分担執筆『歯の解剖学入門』医歯薬出版 1990
- 分担執筆『歯科医学・歯科医療総論I』医歯薬出版 1990
- 分担執筆『簡明口腔組織学』医歯薬出版 1993
- 分担執筆『ノックアウトマウス・データブック』中山書店 1997
- 分担執筆『口腔の発生と組織　第2版』南山堂 1998
- 分担執筆『歯科インプラント』先端医療技術研究所 2000